# Coralliodrilus leviatriatus
Coralliodrilus leviatriatus är en ringmaskart som beskrevs av Erséus 1979. Coralliodrilus leviatriatus ingår i släktet Coralliodrilus och familjen glattmaskar. Inga underarter finns listade i Catalogue of Life.